# Hjalmar Andersen
Hjalmar Johan „Hjallis“ Andersen (12. března 1923 Rødøy – 27. března 2013 Oslo) byl norský rychlobruslař.

## Životopis
Na velké mezinárodní akci se poprvé objevil na Zimních olympijských hrách 1948, kde však svůj jediný závod na 10 000 m nedokončil. V následující sezóně premiérově závodil na Mistrovství Evropy i světa (6. místo), přičemž z evropského šampionátu si přivezl stříbrnou medaili. V letech 1950–1952 tato mistrovství zcela opanoval, všech šest šampionátů v tomto období vyhrál (během ME 1951 v Bislettu na trati 10 000 metrů oslepil Andersena bleskem fotograf Johan Brun tak, že rychlobruslař spadl; Andersen směl jet znovu a dokončil jej na prvním místě). Svoji medailovou sbírku si doplnil také o tři zlaté medaile ze zimní olympiády 1952, kde zvítězil na všech třech distancích, na něž nastoupil: 1500 m, 5000 m a 10 000 m. Sezónu 1952/1953 vynechal a v roce 1954 vybojoval na evropském šampionátu stříbro, na Mistrovství světa byl šestý. V následujících dvou letech již na své úspěchy nenavázal, nejlépe skončil devátý na světovém šampionátu 1955. Startoval také na ZOH 1956, kde byl na trati 5000 m jedenáctý a na dvojnásobné distanci šestý. Po sezóně 1955/1956 ukončil sportovní kariéru.
Zemřel ve věku 90 let na zranění utrpěná po pádu ze schodů ve svém domě. Jeho pohřbu se zúčastnil také norský král Harald V. a premiér Jens Stoltenberg.